# Tomopisthes horrendus
Espèce
Synonymes
- Clubiona horrenda Nicolet, 1849
- Heteromma fuegiana Karsch, 1880
- Tomopisthes immanis Simon, 1884
- Philisca sica Strand, 1908
- Nonianus argentinus Mello-Leitão, 1940

Tomopisthes horrendus est une espèce d'araignées aranéomorphes de la famille des Anyphaenidae.

## Distribution
Cette espèce se rencontre au Chili et en Argentine.

## Description
Le mâle décrit par Ramírez en 2003 mesure 16,90 mm et la femelle 18,00 mm.

## Publication originale
- Nicolet, 1849 : Aracnidos. Historia física y política de Chile. Zoología, vol. 3, p. 319-543.